# Puzz Loop
Puzz Loop è un videogioco arcade sviluppato nel 1998 da Mitchell. Convertito per numerose piattaforme come Ballistic, il videogioco ha ottenuto un seguito denominato Puzz Loop 2 e un remake per Nintendo DS dal titolo Actionloop.

## Modalità di gioco
In Puzz Loop si controlla un cannone posizionato al centro dello schermo in grado di lanciare sfere colorate. Lo scopo del gioco è eliminare le sfere che scorrono lungo un binario, allineandone tre dello stesso colore.

## Cloni
Puzz Loop ha ricevuto numerosi cloni tra cui Zuma di PopCap Games, Luxor, Tumblebugs e i rispettivi seguiti. Roy Ozaki, presidente della Mitchell, ha criticato più volte la violazione della proprietà intellettuale. PopCap si è difesa sostenendo di non aver violato alcun brevetto.
Nel 2006 Mitchell ha pubblicato Actionloop per Nintendo DS e successivamente Actionloop Twist per Wii, distribuito nel 2008 tramite WiiWare. Un altro titolo sviluppato nel 2012 da Mitchell basato su Puzz Loop è Tokyo Crash Mobs per Nintendo 3DS.